# Lamagasell
Lamagasell (Ammodorcas clarkei) är en art i underfamiljen gasellantiloper och den enda arten i släktet Ammodorcas. Djuret kallas även för dibatag som kommer från det somaliska språket och som betyder "upprätt svans". Namnet syftar på djurets vana att hålla svansen upprätt när den går.
Gasellen har långa smala ben. Därför betraktades den tidigare som en nära släkting till giraffgasellen men denna släktskap blev inte påvisad. Den har en gråaktig ovansida och en vit undersida. Extremiteterna har inslag av brun och pannan är rödaktig. De kort 20 centimeter långa hornen finns bara hos hannar. Kroppens längd ligger mellan 152 och 168 centimeter, mankhöjden vid 85 centimeter och vikten mellan 22 och 35 kilogram.
Arten är endemisk för ökenområdet Ogaden vid gränsen mellan Etiopien och Somalia. Den är sällsynt och räknas av IUCN som sårbar (vulnerable).
Lamagasellen livnär sig främst av blad och ställer sig ofta på sina bakre extremiteter för att nå födan. Hannar har ett revir som markeras hela tiden med urin, avföring och vätska från körteln som finns ovanför ögonen. De bildar grupper med cirka 6 medlemmar som består av en hanne, flera honor och deras ungdjur. Ungarnas födelse sker oftast i oktober och november. Per kull föds en unge efter cirka 204 dagar dräktighet.